# Stauranthera
Stauranthera é um género botânico pertencente à família Gesneriaceae.

## Sinonímia
Quintilia

## Espécies
| - Stauranthera argyrescens - Stauranthera brandisii - Stauranthera caerulea - Stauranthera chiritaeflora - Stauranthera ecalcarata - Stauranthera grandifolia - Stauranthera ionantha | - Stauranthera johannis - Stauranthera novoguineensis - Stauranthera parvifolia - Stauranthera philippinensis - Stauranthera tsiangiana - Stauranthera umbrosa |